# Villaluenga de la Vega
Villaluenga de la Vega ist ein Ort und eine nordspanische Gemeinde (municipio) mit 519 Einwohnern (Stand: 2024) in der Provinz Palencia der Autonomen Gemeinschaft Kastilien-León. Zur Gemeinde gehören neben dem gleichnamigen Hauptort die Ortschaften Barrios de la Vega, Quintanadíez de la Vega und Santa Olaja de la Vega.

## Lage und Klima
Villaluenga de la Vega liegt in der altkastilischen Meseta in einer Höhe von ca. 915 m. Die Provinzhauptstadt Palencia befindet sich gut 60 km (Fahrtstrecke) südsüdöstlich. Das Klima im Winter ist kühl, im Sommer dagegen trotz der Höhenlage gemäßigt bis warm; Niederschläge (ca. 659 mm/Jahr) fallen überwiegend im Winterhalbjahr.

## Bevölkerungsentwicklung
| Jahr      | 1970 | 1981 | 1991 | 2001 | 2011 | 2021 |
| Einwohner | 1138 | 913  | 762  | 674  | 597  | 566  |

## Sehenswürdigkeiten

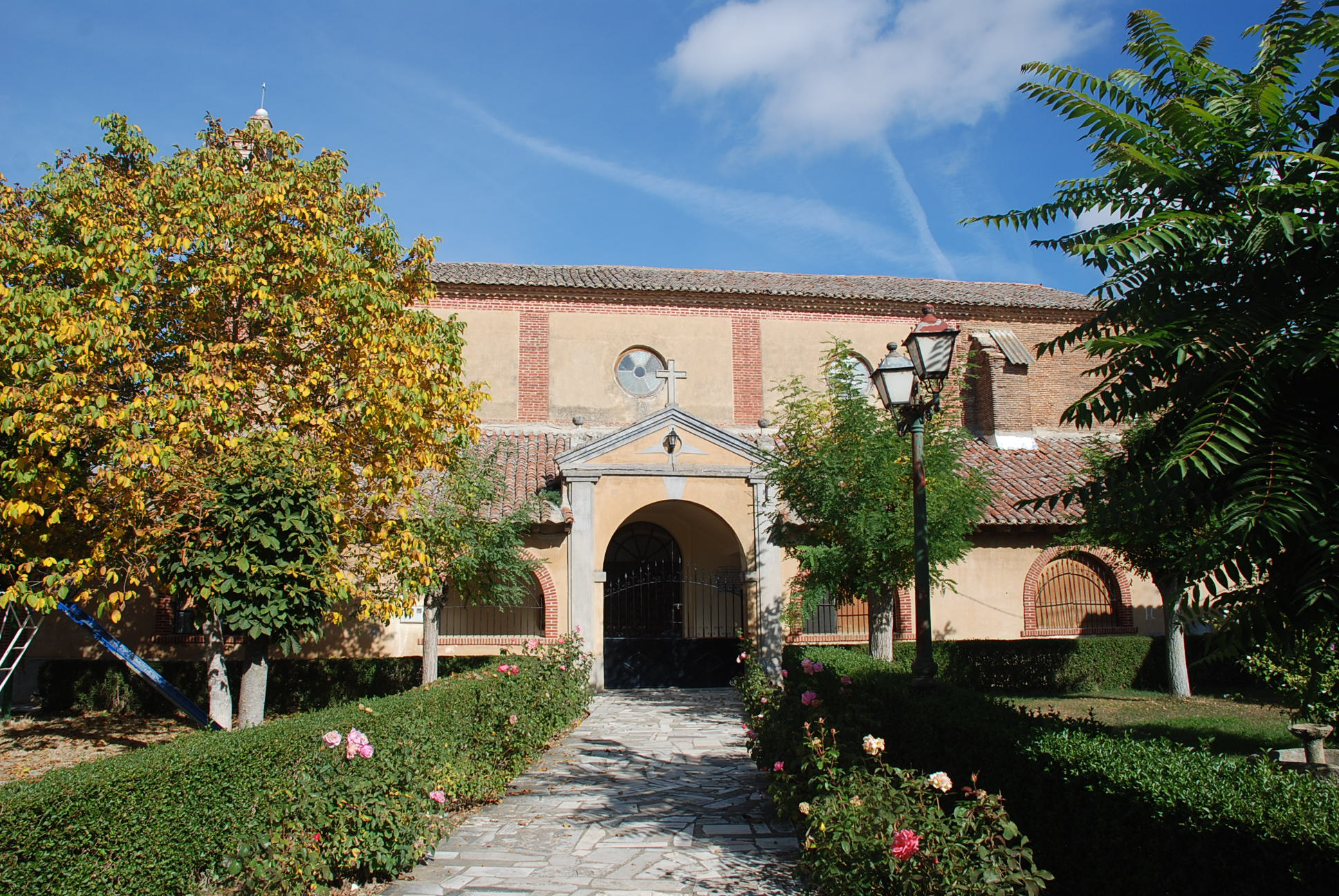
Martinskirche
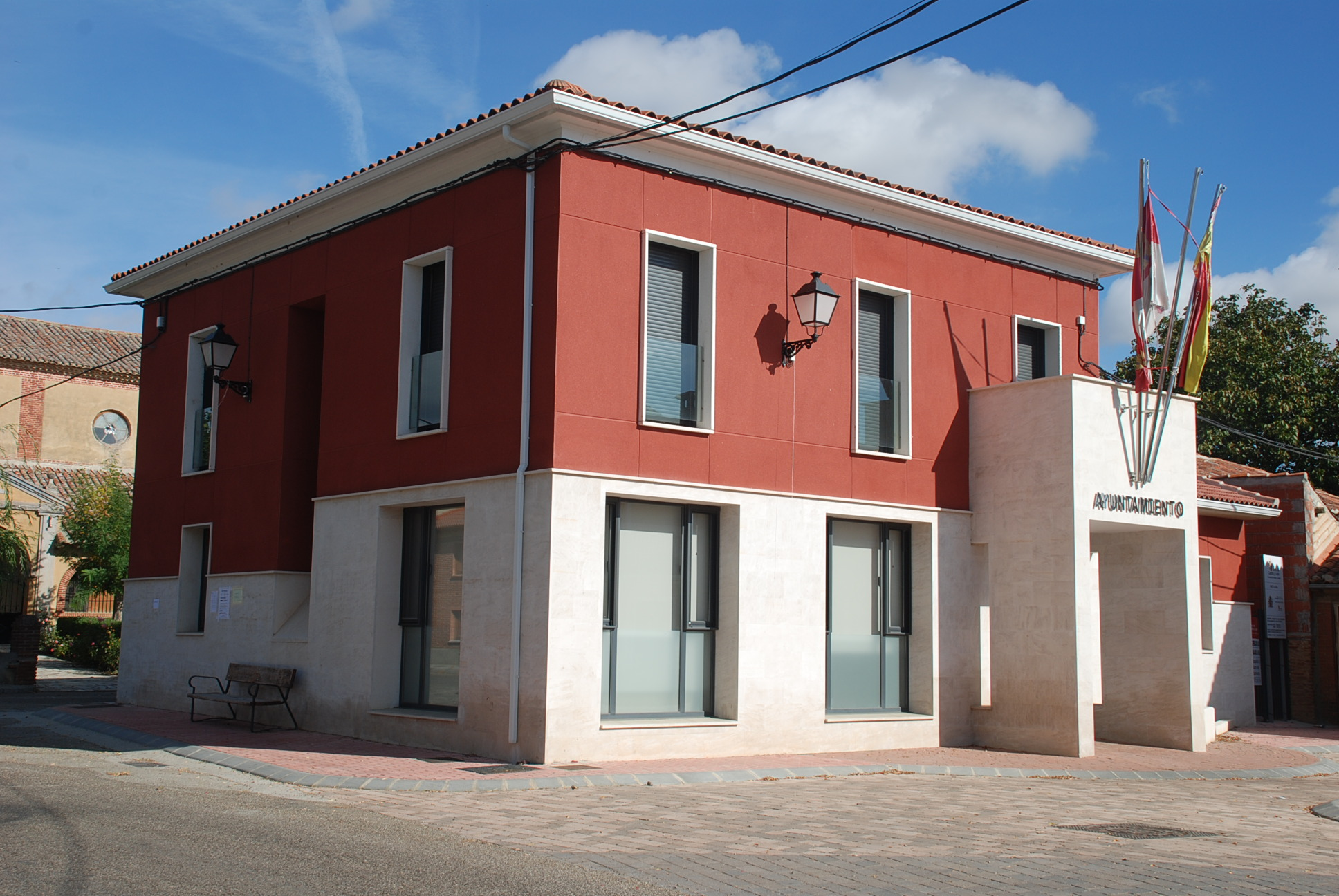
Rundfunkmuseum

- Martinskirche
- Rathaus